# Vuelta a España 1947
La 7.ª edición de la Vuelta a España se disputó del 12 de mayo al 5 de junio de 1947 con un recorrido de 3893 km dividido en 24 de etapas, una de ellas doble, con inicio y fin en Madrid. A pesar de solaparse con el Giro de Italia fue la edición más internacional hasta el momento con cinco belgas, cuatro italianos y tres holandeses de los 47 corredores que tomaron la salida.
La primera parte de la Vuelta estuvo dominada por Delio Rodríguez quien dominó la prueba hasta que, tras la disputa de la 12.ª etapa, cedió el liderato a Manuel Costa. Sin embargo, y al igual que ocurrió en la edición anterior, Manuel Costa se vería privado del triunfo final. En esta ocasión a manos del belga Van Dyck quien basaría su éxito en las dos excelentes contrarreloj que realizó.
De las etapas disputadas dieciocho fueron ganadas por ciclistas españoles destacando en esta faceta Delio Rodríguez que logró 8 triunfos de etapa. Emilio Rodríguez fue por segundo año consecutivo el vencedor de la clasificación de la montaña. 

## Etapas
| Etapa | Recorrido              | Km       | Ganador               | Líder            |
| 1.ª   | Madrid-Albacete        | 243      | Delio Rodríguez       | Delio Rodríguez  |
| 2.ª   | Albacete-Murcia        | 146      | Emilio Rodríguez      | Delio Rodríguez  |
| 3.ª   | Murcia-Alcoy           | 135      | Julián Berrendero     | Delio Rodríguez  |
| 4.ª   | Alcoy-Castellón        | 175      | Adolfo Deledda        | Delio Rodríguez  |
| 5.ª   | Castellón-Tarragona    | 222      | Delio Rodríguez       | Delio Rodríguez  |
| 6.ª   | Tarragona-Barcelona    | 119      | Cipriano Aguirrezábal | Delio Rodríguez  |
| 7.ª   | Barcelona-Lérida       | 162      | Cipriano Aguirrezábal | Delio Rodríguez  |
| 8.ª   | Lérida-Zaragoza        | 144      | Delio Rodríguez       | Delio Rodríguez  |
| 9.ª   | Zaragoza-Pamplona      | 176      | Félix Adriano         | Delio Rodríguez  |
| 10.ª  | Pamplona-San Sebastián | 107      | Delio Rodríguez       | Delio Rodríguez  |
| 11.ª  | San Sebastián-Bilbao   | 229      | Félix Adriano         | Delio Rodríguez  |
| 12.ª  | Bilbao-Santander       | 212      | Félix Adriano         | Manuel Costa     |
| 13.ª  | Santander-Reinosa      | 201      | Joaquín Jiménez       | Manuel Costa     |
| 14.ª  | Reinosa-Gijón          | 204      | Delio Rodríguez       | Manuel Costa     |
| 15.ª  | Gijón-Oviedo           | 105      | Delio Rodríguez       | Manuel Costa     |
| 16.ªa | Oviedo-Luarca          | 101      | Bruno Bertolucci      | Manuel Costa     |
| 16.ªb | Luarca-Ribadeo         | 70 (CRI) | Edouard Van Dyck      | Manuel Costa     |
| 17.ª  | Ribadeo-Ferrol         | 159      | Senén Mesa            | Manuel Costa     |
| 18.ª  | Ferrol-La Coruña       | 70       | Delio Rodríguez       | Manuel Costa     |
| 19.ª  | La Coruña-Vigo         | 180      | Alejandro Fombellida  | Manuel Costa     |
| 20.ª  | Vigo-Orense            | 105      | Félix Adriano         | Manuel Costa     |
| 21.ª  | Orense-Astorga         | 228      | Alejandro Fombellida  | Manuel Costa     |
| 22.ª  | Astorga-León           | 47 (CRI) | Edouard Van Dyck      | Edouard Van Dyck |
| 23.ª  | León-Valladolid        | 133      | Delio Rodríguez       | Edouard Van Dyck |
| 24.ª  | Valladolid-Madrid      | 220      | Joaquín Olmos         | Edouard Van Dyck |

## Detalle etapa por etapa

### 1.ª etapaː 12 de mayo:Madrid-Albacete– 243km
Resumen
Joaquín Olmos fue el gran animador de la primera jornada de la Vuelta Ciclista a España de 1947. Estuvo muchos kilómetros escapado hasta que fue interceptado por Manuel Costa, Delio y Emilio Rodríguez y el holandés Arie Vooren. De este grupeto, finalmente fue Delio quien se lleva la victoria y se convierte en el primer líder de la ronda española.
|   | Ciclista         | Equipo  | Tiempo    |
| - | ---------------- | ------- | --------- |
| 1 | Delio Rodríguez  | Galindo | 7h 20'07" |
| 2 | Arie Vooren      |         | m.t.      |
| 3 | Emilio Rodríguez | Galindo | m.t.      |

| Posición | Ciclista         | Equipo  | Tiempo    |
| -------- | ---------------- | ------- | --------- |
| 1.       | Delio Rodríguez  | Galindo | 7h 20'07" |
| 2        | Arie Vooren      |         | m.t.      |
| 3        | Emilio Rodríguez | Galindo | m.t.      |

### 2.ª etapaː 13 de mayo:Albacete-Murcia– 146km
Resumen
Jornada infernal bajo la lluvia. Después de diferentes intentos de escapadas, finalmente fructifica el del italiano Bruno Bertolucci, junto a Emilio Rodríguez Julián Berrendero, Julien Haemelynck, Jean Engels y Delio Rodríguez en las inmediaciones de Quintanilla. Finalmente la victoria es para Emilio Rodríguez, con el permiso de Delio, especialista en sprints.
|   | Ciclista         | Equipo  | Tiempo    |
| - | ---------------- | ------- | --------- |
| 1 | Emilio Rodríguez | Galindo | 4h 07'35" |
| 2 | Delio Rodríguez  | Galindo | m.t.      |
| 3 | Bruno Bertolucci |         | m.t.      |

| Posición | Ciclista          | Equipo  | Tiempo     |
| -------- | ----------------- | ------- | ---------- |
| 1.       | Delio Rodríguez   | Galindo | 11h 27'42" |
| 2        | Emilio Rodríguez  | Galindo | m.t.       |
| 3        | Julien Haemelynck |         | m.t.       |

### 3.ª etapaː 14 de mayo:Murcia-Alcoy– 135km
Resumen
La primera jornada con alguna dificultad montañosa no varió la clasificación ostensiblemente. En la subida a La Carrasqueta, Julián Berrendero se distanció del grupo para coronar en solitario. En el descenso y ya en los últimos kilómetros de llano, Berrendero log´ro abrir una brehca para presentarse en solitario en Alcoy, subir hasta la cuarta plaza de la general y ser el primero en vestir el Gran Premio de la Montaña. El gran beneficiado de la etapa es Delio Rodríguez, consigue una nada despreciable ventaja de dos minutos después que su hermano Emilio y el belga Julien Haemelynck cediesen en la subida a La Carrasqueta.
|   | Ciclista          | Equipo       | Tiempo    |
| - | ----------------- | ------------ | --------- |
| 1 | Julián Berrendero | Chiclé-Tabay | 5h 03'35" |
| 2 | Edouard Van Dyck  |              | a 2'42"   |
| 3 | Delio Rodríguez   | Galindo      | m.t.      |

| Posición | Ciclista         | Equipo  | Tiempo     |
| -------- | ---------------- | ------- | ---------- |
| 1.       | Delio Rodríguez  | Galindo | 16h 33'59" |
| 2        | Edouard Van Dyck |         | a 2'07"    |
| 3        | Emilio Rodríguez | Galindo | a 2'58"    |

### 4.ª etapaː 15 de mayo:Alcoy-Castellón– 175km
Resumen
El protagonista de la jornada fue Ricardo Ferrándiz, que protagonizó una escapa de más de cien kilómetros con una ventaja más de cinco minutos de ventaja. Cuatro aventureros más (los españoles Andrés Morán, José Pérez y José Gutiérrez y el italiano Adolphe Deledda) interceptaron a Ferrandiz a 45 kilómetros de meta. El transalpino, mucho mejor que sus compañeros, fue dejando atrás a sus compañeros de fuga a excepción de Gutiérrez, que resistió hasta la entrada en Castalia, lugar donde estaba ubicada la meta. El grupo llegó a nueve minutos del ganador de etapa pero sin cambios en la general.
|   | Ciclista          | Equipo        | Tiempo    |
| - | ----------------- | ------------- | --------- |
| 1 | Adolphe Deledda   | Pedal Notario | 5h 20'04" |
| 2 | José Gutiérrez    | Galindo       | a 9"      |
| 3 | Ricardo Ferrándiz |               | a 1'22"   |

| Posición | Ciclista         | Equipo  | Tiempo     |
| -------- | ---------------- | ------- | ---------- |
| 1.       | Delio Rodríguez  | Galindo | 22h 03'37" |
| 2        | Edouard Van Dyck |         | a 2'07"    |
| 3        | Emilio Rodríguez | Galindo | a 2'58"    |

### 5.ª etapaː 16 de mayo:Castellón-Tarragona– 221km
Resumen
Jornada muy larga, con mucho kilómetros y con poco movimiento en el pelotón. Tan solo Alejandro Fombellida animó un poco la etapa con una escapada que puso en jaque la gran grupo. Al final, final en grupo que acabó con otra victoria parcial del líder de la general, Delio Rodríguez.
|   | Ciclista         | Equipo        | Tiempo    |
| - | ---------------- | ------------- | --------- |
| 1 | Delio Rodríguez  | Pedal Notario | 7h 32'34" |
| 2 | Emilio Rodríguez | Galindo       | a m.t.    |
| 3 | Félix Adriano    |               | a m.t.    |

| Posición | Ciclista         | Equipo  | Tiempo     |
| -------- | ---------------- | ------- | ---------- |
| 1.       | Delio Rodríguez  | Galindo | 29h 36'11" |
| 2        | Edouard Van Dyck |         | a 2'07"    |
| 3        | Emilio Rodríguez | Galindo | a 2'58"    |

### 6.ª etapaː 18 de mayo:Tarragona-Barcelona– 119km
Resumen
Otra etapa en la que el pelotón no quiso excesivos esfuerzos. Después de las cuatro primeras etapas, el pelotón estuvo aletargada y hubo pocos movimientos en el grupo. Ni siquiera el final en Montjuïc, con cuatro ascensiones antes de llegar a meta, evitó el sprint, que se adjudicaría Cipriano Aguirrezábal.
|   | Ciclista              | Equipo        | Tiempo    |
| - | --------------------- | ------------- | --------- |
| 1 | Cipriano Aguirrezábal | Pedal Notario | 4h 14'06" |
| 2 | Edouard Van Dyck      |               | a m.t.    |
| 3 | Domenico Pedrali      |               | a m.t.    |

| Posición | Ciclista         | Equipo  | Tiempo     |
| -------- | ---------------- | ------- | ---------- |
| 1.       | Delio Rodríguez  | Galindo | 33h 50'17" |
| 2        | Edouard Van Dyck |         | a 2'07"    |
| 3        | Emilio Rodríguez | Galindo | a 2'58"    |

### 7.ª etapaː 19 de mayo:Barcelona-Lérida– 162km
Resumen
Nueva etapa anodina y sin movimiento en el pelotón. Tan solo el solitario Joaquín Jiménez realizó una escapada que obligó a acelerar el paso al grupo. Al final, llegada al sprint y segunda victoria consecutiva para Cipriano Aguirrezábal ante la protesta de Delio Rodríguez que se quejó por haberse visto interrumpido por una moto.
|   | Ciclista              | Equipo        | Tiempo    |
| - | --------------------- | ------------- | --------- |
| 1 | Cipriano Aguirrezábal | Pedal Notario | 5h 09'20" |
| 2 | Domenico Pedrali      |               | a m.t.    |
| 3 | René Beyens           |               | a m.t.    |

| Posición | Ciclista         | Equipo  | Tiempo     |
| -------- | ---------------- | ------- | ---------- |
| 1.       | Delio Rodríguez  | Galindo | 38h 55'37" |
| 2        | Edouard Van Dyck |         | a 2'07"    |
| 3        | Emilio Rodríguez | Galindo | a 2'58"    |

### 8.ª etapaː 20 de mayo:Lérida-Zaragoza– 144km
Resumen
Las cosas seguían sin cambiar en la carrera y la atonía seguía caracterizando el tránsito del pelotón hacia el Norte. La única nota interesante fue la lucha de los belgas, que se retrasaron para ayudar a su compatriota Julien Haemelynck a reincorporase en el grupo. Una unión que tardó en realizarse ya que el gran grupo se resistó. Al final, 22 corredores disputaron el sprint que fue ganada por Delio Rodríguez.
|   | Ciclista         | Equipo  | Tiempo    |
| - | ---------------- | ------- | --------- |
| 1 | Delio Rodríguez  | Galindo | 4h 54'29" |
| 2 | Emilio Rodríguez | Galindo | a m.t.    |
| 3 | Domenico Pedrali |         | a m.t.    |

| Posición | Ciclista         | Equipo  | Tiempo    |
| -------- | ---------------- | ------- | --------- |
| 1.       | Delio Rodríguez  | Galindo | 43h 54'5" |
| 2        | Edouard Van Dyck |         | a 2'07"   |
| 3        | Emilio Rodríguez | Galindo | a 2'58"   |

### 9.ª etapaː 21 de mayo:Zaragoza-Pamplona– 176km
Resumen
A la falta de motivación del pelotón para remover la carrera, se le unió en esta etapa el fuerte viento que impidió ningún movimiento especial de los favoritos. Tan solo la escapada de dos italianos (Félix Adriano y Adolphe Deledda) pudo fructificar y pudieron llegar a la línea de meta con la victoria del primero. En la general, ningún cambio importante.
|   | Ciclista         | Equipo  | Tiempo    |
| - | ---------------- | ------- | --------- |
| 1 | Félix Adriano    | Galindo | 7h 27'28" |
| 2 | Adolphe Deledda  | Galindo | a m.t.    |
| 3 | Domenico Pedrali |         | a 1'02"   |

| Posición | Ciclista         | Equipo  | Tiempo     |
| -------- | ---------------- | ------- | ---------- |
| 1.       | Delio Rodríguez  | Galindo | 51h 22'54" |
| 2        | Edouard Van Dyck |         | a 2'07"    |
| 3        | Emilio Rodríguez | Galindo | a 2'58"    |

### 10.ª etapaː 22 de mayo:Pamplona-San Sebastián– 107km
Resumen
Una etapa con un gran ritmo de carrera en el pelotón, que no impidió, a pesar de ello, que se acabara al sprint. Allí volvió a imponerse, un día más, Delio Rodríguez, que sigue liderando la general.
|   | Ciclista              | Equipo     | Tiempo    |
| - | --------------------- | ---------- | --------- |
| 1 | Delio Rodríguez       | Galindo    | 3h 12'13" |
| 2 | Charles van de Voorde | Individual | a m.t.    |
| 3 | Alejandro Fombellida  |            | m.t.      |

| Posición | Ciclista         | Equipo  | Tiempo     |
| -------- | ---------------- | ------- | ---------- |
| 1.       | Delio Rodríguez  | Galindo | 54h 34'47" |
| 2        | Edouard Van Dyck |         | a 2'07"    |
| 3        | Emilio Rodríguez | Galindo | a 2'58"    |

### 11.ª etapaː 24 de mayo:San Sebastián-Bilbao– 229km
Resumen
Etapa larguisima y durísima que ha dinamitado el pelotón. La subida a Urkiola dejó a un grupo reducido de hombres al frente y en Sollube este nombre se redujo a seis. Al final, el italiano Félix Adriano sumó su segunda victoria en esta edición mientras que Delio Rodríguez no solo conservó el liderato sino que lo amplió respecto a sus rivales.
|   | Ciclista          | Equipo        | Tiempo    |
| - | ----------------- | ------------- | --------- |
| 1 | Felix Adriano     | Pedal Notario | 8h 06'30" |
| 2 | Manuel Costa      | Individual    | a m.t.    |
| 3 | Martín Mancisidor |               | m.t.      |

| Posición | Ciclista         | Equipo  | Tiempo     |
| -------- | ---------------- | ------- | ---------- |
| 1.       | Delio Rodríguez  | Galindo | 62h 45'01" |
| 2        | Edouard Van Dyck |         | a 5'05"    |
| 3        | Emilio Rodríguez | Galindo | a 6'48"    |

### 12.ª etapaː 25 de mayo:Bilbao-Santander– 212km
Resumen
Manuel Costa se convierte en el nuevo líder de la general con más de cinco minutos de ventaja sobre el segundo clasificado. El catalán pasó en solitario los tres puertos de la jornada y se beneficiaba de la penalización de 10 minutos a Delio Rodríguez por haberse agarrado a un coche. A pesar de ello, la victoria cayó por segunda jornada consecutiva, en las manos del italiano Felix Adriano.
|   | Ciclista      | Equipo        | Tiempo    |
| - | ------------- | ------------- | --------- |
| 1 | Felix Adriano | Pedal Notario | 7h 58'29" |
| 2 | Manuel Costa  | Galindo       | m.t.      |
| 3 | Joaquín Olmos |               | a 6'39"   |

| Posición | Ciclista        | Equipo  | Tiempo     |
| -------- | --------------- | ------- | ---------- |
| 1.       | Manuel Costa    | Galindo | 70h 52'05" |
| 2        | José Gutiérrez  |         | a 5'01"    |
| 3        | Delio Rodríguez | Galindo | a 7'04"    |

### 13.ª etapaː 27 de mayo:Santander-Reinosa– 201km
Resumen
Manuel Costa aguantó los intentos de reducir la diferencia de los favoritos. El gran animador de la fiesta fue el madrileño Andrés Morán que se presentó con cuatro minutos de ventaja en la subida a El Escudo y, a pesar de no ser escalador, dos minutos y medio en la cima. Aunque perdió fuelle y fue cazado por los perseguidores, alzándose con la victoria Joaquín Jiménez. En la general, no hay cambios. Manuel Costa sigue líder e, incluso amplía sus diferencias respecto Delio Rodríguez.
|   | Ciclista         | Equipo        | Tiempo    |
| - | ---------------- | ------------- | --------- |
| 1 | Joaquín Jiménez  | Individual    | 4h 53'17" |
| 2 | Felix Adriano    | Pedal Notario | m.t.      |
| 3 | Edouard Van Dyck |               | m.t.      |

| Posición | Ciclista         | Equipo  | Tiempo     |
| -------- | ---------------- | ------- | ---------- |
| 1.       | Manuel Costa     | Galindo | 75h 45'23" |
| 2        | Edouard Van Dyck |         | a 5'36"    |
| 3        | Delio Rodríguez  | Galindo | a 8'08"    |

### 14.ª etapaː 27 de mayo:Reinosa-Gijón– 204km
Resumen
La jornada se caracterizó por el intento de derribar a Edouard Van Dyck. El belga pinchó en el Alto del Colmenar, que hizo que corredores como Emilio Rodríguez, que coronó primero seguido de José Lahoz, Felix Adriano, José Pérez Llacer y el líder Manuel Costa. En esta pugna, quedaron descartados Vicente Carretero y Martín Mancisidor. De esta manera, se afrontó una lucha entre el grupo de españoles de cabeza y de belgas por detrás. Una batalla que fue ganada por estos últimos ya que redujeron una diferencia que llegó a ser de cinco minutos para entrar a tan solo 36 segundos. La victoria fue para Delio Rodríguez, que se impuso al sprint.
|   | Ciclista        | Equipo  | Tiempo    |
| - | --------------- | ------- | --------- |
| 1 | Delio Rodríguez | Galindo | 6h 30'25" |
| 2 | José Lahoz      |         | m.t.      |
| 3 | Frans Pauwels   |         | m.t.      |

| Posición | Ciclista         | Equipo  | Tiempo     |
| -------- | ---------------- | ------- | ---------- |
| 1.       | Manuel Costa     | Galindo | 82h 15'47" |
| 2        | Edouard Van Dyck |         | a 5'40"    |
| 3        | Delio Rodríguez  | Galindo | a 8'08"    |

### 15.ª etapaː 29 de mayo:Gijón-Oviedo– 105km
Resumen
La etapa transcurría con normalidad hasta que un pinchazo de Edouard Van Dyck en el descenso de Olloniego, animó al pelotón. Como iba situado en la parte de atrás del pelotón ni siquiera sus compañeros fueron advertidos de ello y se quedó solo en la reparación. El belga finalmente llegaría a 2'56 del vencedor de la etapaː Delio Rodríguez, que se le arrebata el segundo lugar de la general.
|   | Ciclista         | Equipo  | Tiempo    |
| - | ---------------- | ------- | --------- |
| 1 | Delio Rodríguez  | Galindo | 3h 59'00" |
| 2 | Emilio Rodríguez |         | m.t.      |
| 3 | Bruno Bertolucci |         | m.t.      |

| Posición | Ciclista         | Equipo  | Tiempo     |
| -------- | ---------------- | ------- | ---------- |
| 1.       | Manuel Costa     | Galindo | 86h 14'54" |
| 2        | Delio Rodríguez  | Galindo | a 8'08"    |
| 3        | Edouard Van Dyck |         | a 8'32"    |

### 16.ª etapaː 30 de mayo:Oviedo-Ribadeo– 171km
Sector Aː Oviedo-Luarca – 101 km
Resumen
En el primer sector de la etapa, el corredor italiano Bruno Bertolucci se escapó casi desde el inicio y llegó a Luarca con casi 15 minutos de ventaja sobre el pelotón. Con esa diferencia, casi se lleva la etapa después de la disputa de los dos sectores.
|   | Ciclista             | Equipo | Tiempo    |
| - | -------------------- | ------ | --------- |
| 1 | Bruno Bertolucci     |        | 3h 05'17" |
| 2 | Vicente Carretero    |        | a 4'25"   |
| 3 | Alejandro Fombellida |        | a 15'38"  |

| Posición | Ciclista         | Equipo  | Tiempo     |
| -------- | ---------------- | ------- | ---------- |
| 1.       | Manuel Costa     | Galindo | 89h 35'49" |
| 2        | Delio Rodríguez  | Galindo | a 8'08"    |
| 3        | Edouard Van Dyck |         | a 8'32"    |

Sector Bː Luarca-Ribadeo – 71 km
Resumen
En el segundo sector, Edouard Van Dyck volvió a demostrar no tener rival en el terreno de contrarreloj y le sacó dos minutos y medio al segundo clasificado, el también belga Rik Renders y casi ocho minuto y 15 segundos al líder de la clasificación Manuel Costa. Aun así, el gallego pudo conservar su maillot de líder aunque ahora tan solo con quince segundos de ventaja sobre Van Dyck.
|   | Ciclista         | Equipo | Tiempo    |
| - | ---------------- | ------ | --------- |
| 1 | Edouard Van Dyck |        | 1h 57'51" |
| 2 | Rik Renders      |        | a 2'31"   |
| 3 | Joaquín Olmos    |        | a 3'36"   |

| Posición | Ciclista         | Equipo  | Tiempo     |
| -------- | ---------------- | ------- | ---------- |
| 1.       | Manuel Costa     | Galindo | 91h 42'07" |
| 2        | Edouard Van Dyck |         | a 15"      |
| 3        | Delio Rodríguez  | Galindo | a 5'51"    |

## Clasificaciones
En esta edición de la Vuelta a España se disputaron cuatro clasificaciones: la general, la de los puntos, la de la montaña y la de equipos.

### Clasificación general
| Pos. | Ciclista          | Equipo  | Tiempo       |
| ---- | ----------------- | ------- | ------------ |
|      | Edouard Van Dyck  |         | 132h 27' 00" |
| 2    | Manuel Costa      | Galindo | + 2' 14"     |
| 3    | Delio Rodríguez   |         | + 11' 04"    |
| 4    | Emilio Rodríguez  |         | + 25' 55"    |
| 5    | Joaquín Olmos     |         | + 39' 55"    |
| 6    | Julián Berrendero |         | + 40' 30"    |
| 7    | Domenico Pedrali  |         | + 52' 58"    |
| 8    | Félix Adriano     |         | + 1h 00' 09" |
| 9    | Rik Renders       |         | + 1h 04' 30" |
| 10   | José Pérez Llacer |         | + 1h 18' 55" |

### Clasificación de los puntos
| Pos. | Ciclista        | Equipo | Tiempo      |
| ---- | --------------- | ------ | ----------- |
|      | Delio Rodríguez |        | 2347 puntos |

### Clasificación de la montaña
| Pos. | Ciclista          | Equipo | Tiempo    |
| ---- | ----------------- | ------ | --------- |
|      | Emilio Rodríguez  |        | 28 puntos |
| 2.   | Martín Mancisidor |        | 26 puntos |
| 3.   | Manuel Costa      |        | 24 puntos |

### Clasificación por equipos
| Pos. | Equipo | País   | Tiempo |
| ---- | ------ | ------ | ------ |
| 1.   | España | España |        |